# Touvre
Touvre là một thị trấn thuộc tỉnh Charente trong vùng Nouvelle-Aquitaine tây nam nước Pháp. Thị trấn nay có độ cao trung bình 42 mét trên mực nước biển. It was the birthplace of François Ravaillac.